# Castelo de Salvaterra do Extremo
O Castelo de Salvaterra do Extremo localiza-se em Salvaterra do Extremo, na atual freguesia de Monfortinho e Salvaterra do Extremo, no Município de Idanha-a-Nova, Distrito de Castelo Branco, na Beira Baixa, em Portugal.
Castelo raiano, foi absorvido pela malha urbana da povoação, subsistindo apenas vestígios na atualidade.
Situa-se na margem direita do rio Erges. Na margem oposta do rio Erges, podem ser observadas as ruínas do Castelo de Peñafiel, em Zarza la Mayor, em território espanhol.

## História

### Antecedentes
A primitiva ocupação humana de seu sítio remonta à pré-história, acreditando-se que foi fortificado pelos romanos, posteriormente sucedidos pelos Visigodos e Muçulmanos, ligados à exploração de recursos minerais (chumbo, estanho e ouro).

### O castelo medieval
À época da Reconquista cristã da Península Ibérica, D. Afonso Henriques (1112-1185) teria determinado a edificação do castelo.
Sob o reinado de D. Sancho II (1223-1248), a povoação recebeu Carta de Foral (1229).
Sob o reinado de D. Manuel I (1495-1521), a povoação e seu castelo encontram-se figurados por Duarte de Armas (Livro das Fortalezas, c. 1509).
No final do século XVIII, o castelo ainda mantinha guarnição militar. Por decreto de 31 de março de 1797, a sua guarnição ficou sendo composta por um destacamento da Companhia Fixa de Guarnição da Beira Baixa, composto por 28 militares comandados por um tenente.

### Do século XIX aos nossos dias
A povoação perdeu importância na medida em que as fronteiras se pacificaram no decorrer da primeira metade do século XIX. Foi sede de concelho até 1855, a partir de quando foi anexada ao concelho de Idanha-a-Nova.
Pouco resta do castelo medieval, totalmente descaracterizado, a não ser alguns troços de muralha, atualmente inscritos em habitações de particulares.